# Lee Kuan Yew
Acesta este un nume chinezesc; numele de familie este Lee.
Lee Kuan Yew (n. 16 septembrie 1923 – d. 23 martie 2015) a fost fondatorul statului Singapore modern. A fost cel mai tânăr prim ministru din Asia, deținând această funcție fără întrerupere timp de 38 de ani. Acest fapt a asigurat stabilitatea economică necesară unei dezvoltări extraordinare care a transformat micul stat într-un "tigru asiatic". Deși visul său a fost să unifice Malaysia cu Singapore, el a trebuit să se declare învins și să desfacă această unitate alegând pentru Singapore calea unei dezvoltări separate. La Muzeul de Istorie din Singapore sunt păstrate imagini de la conferința de presă când premierul Lee a anunțat separarea și când a izbucnit efectiv în lacrimi. În anul 2001 el deținea funcția de ministru onorific în guvernul singaporez.
1. 1 2  Lee Kuan Yew, Founding Father and First Premier of Singapore, Dies at 91 (în engleză), The New York Times, 22 martie 2015, accesat în 23 martie 2015
2. ↑  Lee Kuan Yew, SNAC, accesat în 9 octombrie 2017
3. 1 2 3 4 5 6 7 8 9 10 11  Philip Bowring[*] (22 martie 2015), „Lee Kuan Yew obituary”, Guardian (în engleză), The Guardian, arhivat din original la 17 noiembrie 2016, accesat în 22 ianuarie 2017
4. ↑  Ли Куан Ю, Marea Enciclopedie Sovietică (1969–1978)[*]
5. ↑  „Lee Kuan Yew”, Internet Movie Database, accesat în 14 octombrie 2015
6. ↑  Ли Куан Ю, Marea Enciclopedie Sovietică (1969–1978)[*]
7. ↑  新加坡建国总理李光耀逝世 (în chineză), Lianhe Zaobao[*], 23 martie 2015, arhivat din original la 26 mai 2015, accesat în 22 ianuarie 2017
8. ↑  Lee Kuan Yew, Hrvatska enciklopedija[*]
9. ↑  Lee Kuan Yew, Brockhaus Enzyklopädie
10. ↑  Warren Fernandez[*] (23 martie 2015), Singapore's founding father Mr Lee Kuan Yew dies aged 91 at 3.18am on Monday (în engleză), The Straits Times, accesat în 23 martie 2015
11. 1 2  The Peerage
12. ↑  Nicholas Kristof[*] (24 noiembrie 1986), PREMIER'S SON GETS POST IN SINGAPORE (în engleză), The New York Times, accesat în 23 martie 2015
13. ↑  Autoritatea BnF, accesat în 10 octombrie 2015
14. 1 2  Czech National Authority Database, accesat în 1 martie 2022